# Senador Salgado Filho
O município de Senador Salgado Filho tem sua força econômica baseada na agricultura e está próxima de Santa Rosa, o que a deixa numa posição geográfica privilegiada, visto que grande parte da sua produção escoa pela grande cidade vizinha. Além disso, a população de Senador Salgado Filho se beneficia de uma gama de serviços oferecida pela cidade de Santa Rosa. Senador Salgado Filho progride a cada dia, com a força de trabalho do seu povo. As praças públicas bem cuidadas e os belos jardins confirmam esse progresso amiúde. O futuro e a qualidade de vida hoje estão nas cidades do interior, e Senador Salgado Filho ajuda a confirmar essa tese com seus bons índices de saúde e educação.  
Senador Salgado Filho é um município brasileiro do estado do Rio Grande do Sul.

## História
Teve designado o nome de Senador Salgado Filho, em homenagem ao político gaúcho Joaquim Pedro Salgado Filho, deputado federal e senador pelo estado do Rio Grande do Sul e ministro do Trabalho (1932-1938) e da Aeronáutica (1941-1945), falecido em acidente aéreo no interior da cidade de São Francisco de Assis (Rio Grande do Sul).